# ククルス・ドアンの島
「ククルス・ドアンの島」（ククルス・ドアンのしま）は、テレビアニメ『機動戦士ガンダム』第15話（1979年7月14日初放送）のサブタイトルである。このエピソードは同作品の劇場版3部作では割愛されており、安彦良和による漫画版『機動戦士ガンダム THE ORIGIN』でも採用されていない。また、テレビシリーズがアメリカへ輸出された際にも1話まるごとカットされている。以下、テレビ版と記す。
このエピソードから以下の作品が派生している。
- 機動戦士ガンダム THE ORIGIN MSD ククルス・ドアンの島 - おおのじゅんじによる漫画。『THE ORIGIN』のスピンオフ作品[2]。本作には島そのものは登場しない。
- 機動戦士ガンダム ククルス・ドアンの島 - 2022年公開のアニメ映画。安彦の発案・監督による映画化作品[3]。以下、映画版と記す。
- 機動戦士ガンダム ククルス・ドアンの島 ―ドアンとロラン― - おおのじゅんじによる読み切り漫画。『月刊ガンダムエース』2022年8月号付録『ククルス・ドアンエース』に掲載。テレビ版の前日譚として描かれた。

## 概要
テレビ版の脚本は荒木芳久、絵コンテは貞光紳也、演出は斧谷稔、作画監督は鈴村一行がそれぞれ務めた。テレビ版や劇場版3部作にアニメーションディレクターとしても関わっていた安彦良和は、本話にはキャラクターデザイン以外ではまったく関わっていない。
前述のようにテレビシリーズの1話であるが、映画版以前には"作画崩壊"でウェブ検索すると「ククルス・ドアンの島」が検索結果に出てきていたほど（作画の）出来が悪い話である一方、ファンからは（物語の）「神回」と賞賛されてもいる。
安彦は「捨て回」と評しているが、同時に「いい話」とも認めている。
業界用語として、「無人島と思えた島に実は人が住んでいて…」との内容で本編から切り離され、別の視点で物語が展開されるブロックを、「島編」と呼ぶことがある。この用語はテレビアニメ『ふしぎの海のナディア』（1990年 - 1991年放送）が元とされることが多いが、その源流を遡るとこの「ククルス・ドアンの島」にヒントを得たものである。
2020年にはテレビ版で描かれた「作画崩壊ガンダム」を作製したモデラーがSNSで話題となった。また、「作画崩壊ザク」は「ドアン専用ザク」として映画版でデザインモチーフに採用された。

## あらすじ
ガンダムで訓練中だったアムロは、地球連邦空軍の緊急信号を受けたホワイトベースからの指示で、ガンダムからコア・ファイターで離脱して近くの島へ向かう。不時着した戦闘機のシートに縛りつけられたパイロットを発見したアムロは、応急手当を施す。そこへ、兵士に敵意を抱く3人の子供と、ドアンと呼ばれる1人の男性が乗ったザクが現れる。アムロはコア・ファイターで抗戦を試みるがザクに撃墜され、気絶する。
アムロが丸太小屋の中で目を覚まして外へ出ると、そこにはロランと名乗る少女、先ほどの子供たち、そして畑仕事をするドアンがいた。実はドアンはジオン軍の脱走兵であり、追っ手におびえながら子供たちを育て、島への侵入者から防衛用の武器を奪っていたのだった。一方、ホワイトベースではアムロの捜索にかかろうとした矢先に、島へ接近するジオン軍を察知する。アムロもそれを目撃してコア・ファイターで帰還し、ガンダムに換装して再出撃するが、ドアンはアムロを制止して追っ手のザクとのザク同士による格闘戦を見せつける。
格闘戦のさなか、ドアンは子供たちの親を殺したのは自分であることや、それ以来罪の意識に囚われていたことを告白する。追っ手のザクを倒したドアンがなおも追撃の影に悩む姿を見たアムロは、ドアンから戦いの匂いを消そうとガンダムで彼のザクを抱え上げ、海へ放り投げて沈める。

## 声の出演
- アムロ - 古谷徹
- ブライト - 鈴置洋孝
- リュウ - 飯塚昭三
- カイ - 古川登志夫
- フラウ・ボゥ - 鵜飼るみ子
- ミライ - 白石冬美
- ドアン - 徳丸完
- ロラン - 川浪葉子
- タチ - 松岡洋子
- クム - 間嶋里美
- チヨ - 高木早苗
- ナレーター - 永井一郎

## 島の設定
ジオン公国軍の脱走兵ククルス・ドアンが、戦争で親を亡くした孤児たちと暮らす島である。孤児は、テレビ版ではロランという少女を含む4人。映画版では20人となっている。

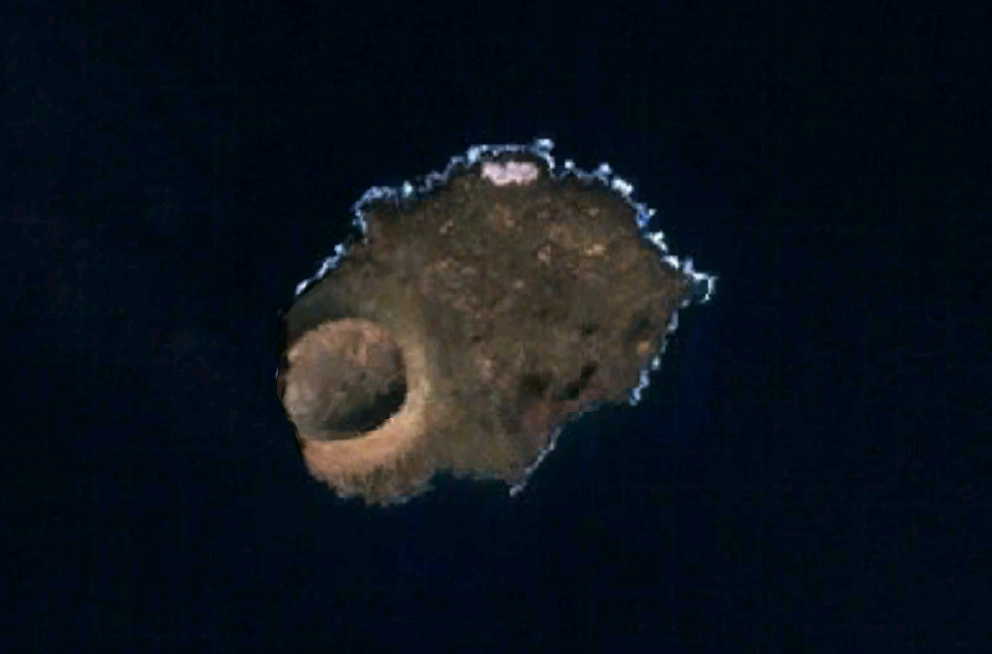
アレグランサ島の衛星画像

- テレビ版では、ホワイトベースが北アメリカ大陸からアジアに渡る途中にあるため、太平洋に存在する。島の正式名称は明らかになっていない[注釈 4]。
- 映画版では、大西洋に存在するカナリア諸島の最北端の無人島アレグランサ島と設定されており[14][注釈 5]、南米のジャブローからヨーロッパに渡る途中[注釈 6]、ラス・パルマスに寄港中[14]のホワイトベースからアムロらが向かう。

ゲーム『機動戦士ガンダム オンライン』では、2014年9月3日のアップデートで新フィールドとして「ククルス・ドアンの島」が実装された。マップの中央に大きな島があり、周囲には複数の小島が点在する。また、島内にはドアンに撃破されたザクの残骸なども描写されていた。2015年には「ククルス・ドアンの島 -戦いの匂い-」と題し、水位が上昇して海中洞窟が広がったマップとなった。
テレビ版で本エピソードの制作にはノータッチだった安彦良和は、後年の取材で「小さな無人島にあんな大きな滝ができる川なんてないよ。差し渡し5、6kmくらいで、その気になれば歩いて回れる」と指摘し、それを踏まえて映画版では『THE ORIGIN』の時系列に沿った設定となったため、「（映画版の）ドアンの島はジャブローとオデッサの間辺りにあるんです。地図を見ると、もう絞られる訳です。映画を観て、本当にこの島に行く物好きが出て来るようなら成功ですね。ぜひ探してみて下さい」と語っている。